# Schortens
Schortens est une ville de la Frise, en Basse-Saxe, Allemagne.

## Géographie
Schortens est située à l'ouest de Wilhelmshaven.

### Quartiers
| - Schortens - Heidmühle - Grafschaft - Accum - Sillenstede - Schoost | - Roffhausen - Middelsfähr - Addernhausen - Oestringfelde - Ostiem - Upjever |

## Personnalités liées à la ville
- Gustav Pielstick (1890-1961), ingénieur né à Sillenstede.

## Jumelages
- Nagybajom (Hongrie) depuis 1993
- Pieszyce (Pologne) depuis 2004